# Thelepus pericensis
Thelepus pericensis är en ringmaskart som beskrevs av Chamberlin 1919. Thelepus pericensis ingår i släktet Thelepus och familjen Terebellidae. Inga underarter finns listade i Catalogue of Life.